# Der goldene Zweig (Märchen)

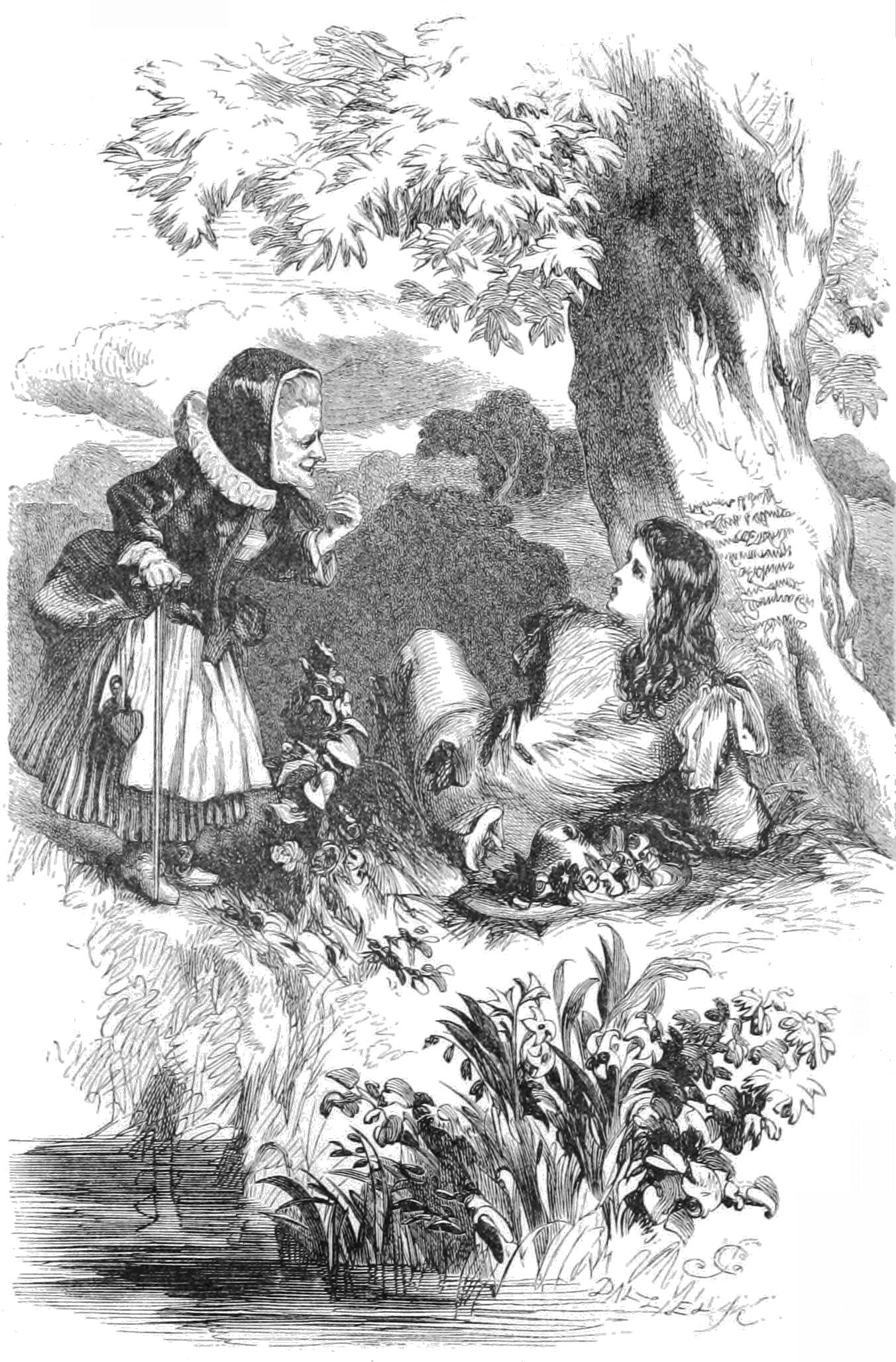
Illustration von John Gilbert zu Aulnoys Der goldene Zweig, 1856

Der goldene Zweig (Le Rameau d’or) ist ein Feenmärchen von Marie-Catherine d’Aulnoy, 1697. Christoph Martin Wieland übernahm es in seine Sammlung Dschinnistan, 1786–1789.

## Inhalt
Der grausame König Brauen befiehlt seinem klugen, aber hässlichen Sohn Krummhals die Heirat mit der missgestalteten Prinzessin Dickstrunk und sperrt den Ungehorsamen in den Turm. Dort erkennt er sich selbst in den Fensterbildern und in einem Buch. Er holt aus der Wand einen goldenen Haken, der einen alten Schrank öffnet, worin er nach allerlei Kostbarkeiten eine abgeschlagene Hand findet, die ihm den Weg zur schlafenden Fee Benina weist. Ein Adler gibt ihm einen goldenen Zweig, womit er sie erweckt. Ein eifersüchtiger Zauberer hatte sie vor 200 Jahren in Schlaf versetzt, ihrem Geliebten die Hand abgeschlagen und ihn in den Adler verwandelt. Zum Dank macht sie aus seiner Missgestalt den schönen Ohne-Gleichen. Auch Prinzessin Dickstrunk verweigert sich der Heirat, muss in den Turm, sieht in den Bildern sich, daneben eine schöne Schäferin und einen Schäfer. Die Fee lässt sie wählen, Schönheit oder Tugend, sie wählt Tugend. Sie muss dem Adler die abgeschlagene Hand geben, da ist er erlöst. Zum Dank macht er aus ihr die schöne Brillante. Als Schäferin weidet sie Lämmer am Fluss, wie auf den Bildern, Ohnegleichen umwirbt sie als Schäfer. Ein böser Zauberer, der schon zwölf Prinzen und Prinzessinnen in Katzen und Mäuse verwandelte, verwandelt Brillante in eine Heuschrecke. Eine alte Fee verwandelt Ohne-Gleichen in eine Grille. Auf Rat Beninas suchen sie den goldenen Zweig. Da erhalten alle ihre schöne Gestalt wieder.

## Bemerkungen

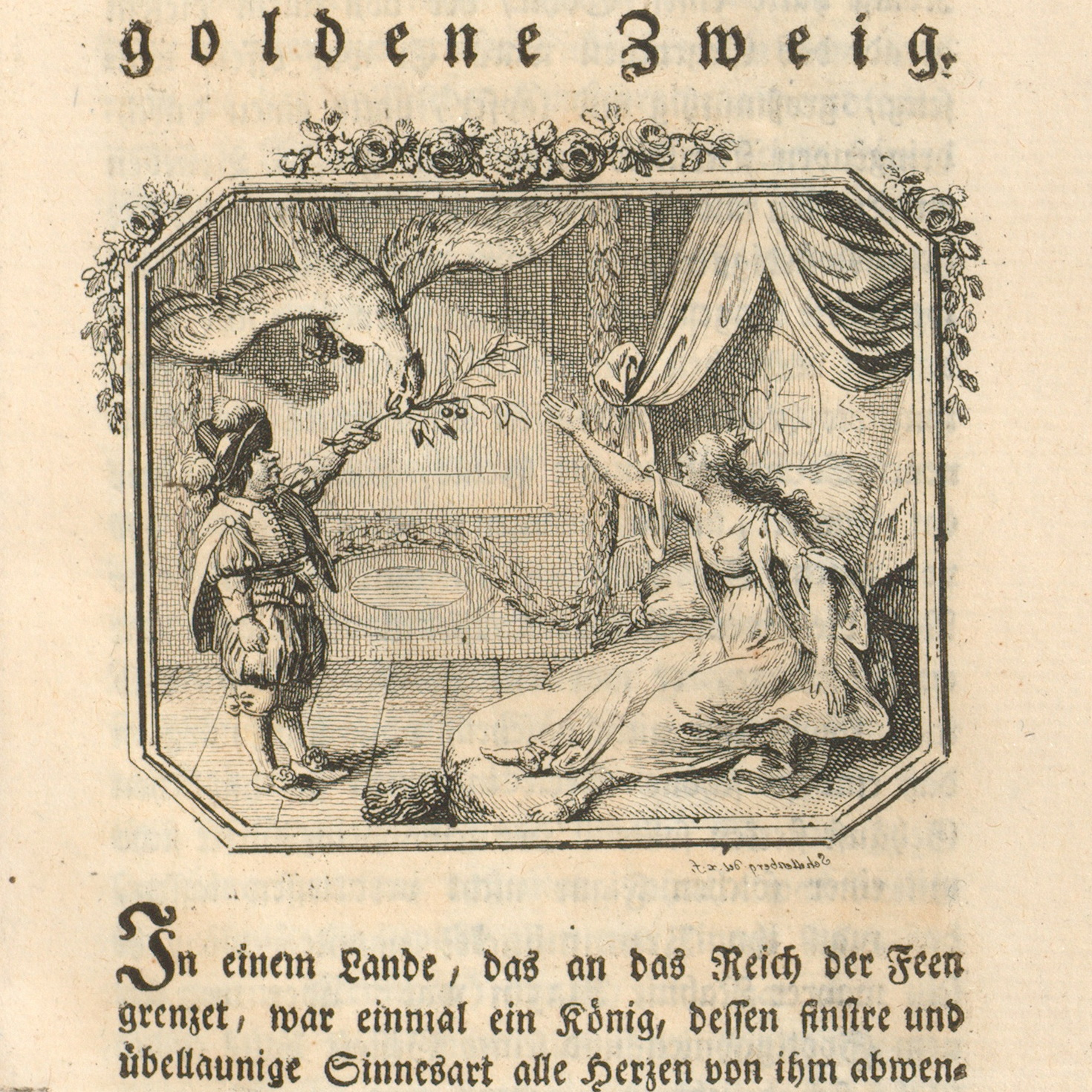
Illustration von Johann Rudolf Schellenberg zu Wielands Der goldene Zweig, 1789

Der Herausgeber der Dausien-Ausgabe zählt Der goldene Zweig mit Der Prinz Kobold, Prinzessin Rosette, Das gute Mäuschen, Finette, Babiole, Der gelbe Zwerg zu den Märchen Aulnoys, die sich weiter von der Volksüberlieferung entfernen. Feen und Zauberer bestimmen die Handlung, die sich kaum einem etablierten Märchentyp (nach ATU) zuordnen lässt. In Vergils Epos Aeneis ermöglicht ein goldener Zweig dem Helden Aeneas den Zugang zur Unterwelt.
In Christoph Martin Wielands 1786–1789 erschienener Sammlung Dschinnistan heißt das Märchen ebenfalls Der goldene Zweig. Er übersetzt mitunter frei. Prinz Torticoli wird zu „Krummbuckel“, Prinzessin Trognon zu „Marmotte“. Vereinzelt flicht er Erklärungen ein: Der Prinz versteht die Hand, weil er Zeichensprache gelernt hat. Der Adler wird von der Schlafenden wie durch einen magischen Kreis abgehalten. Zum Ende weicht Wieland ausdrücklich von d’Aulnoy ab, lässt die Liebenden sich aussprechen und heiraten, ohne erneute Verwandlung.
Der englischen Wikipedia zufolge bearbeitete James Planché das Märchen in Fairy Extravaganza für die Bühne als The Golden Branch.